# Antoni (Doronin)
Antoni, imię świeckie Dienis Walentinowicz Doronin (ur. 18 grudnia 1980 w Baku) – biskup Egzarchatu Białoruskiego Patriarchatu Moskiewskiego.

## Życiorys
Urodził się w rodzinie urzędniczej w Baku, w wieku sześciu lat razem z rodzicami przeprowadził się do Białoruskiej SRR. W 2003 ukończył seminarium duchowne w Mińsku, a następnie podjął studia na Mińskiej Akademii Duchownej. Między październikiem 2005 a lipcem 2006 kształcił się w Instytucie Teologii Prawosławnej przy centrum kulturalnym Patriarchatu Konstantynopolitańskiego w Chambesy. Stopień kandydata nauk teologicznych uzyskał w 2008 na Mińskiej Akademii Duchownej na podstawie pracy poświęconej białoruskim trebnikom z XVII i XVIII w..
Od 2007 pracował jako referent w zarządzie eparchii mińskiej. Równocześnie przez kolejne trzy lata pełnił obowiązki hipodiakona metropolity mińskiego i słuckiego Filareta. Ten sam hierarcha 14 sierpnia 2009 przyjął od niego wieczyste śluby mnisze i nadał mu imię zakonne Antoni na cześć świętego mnicha Antoniego Rzymianina; ceremonia postrzyżyn miała miejsce w monasterze Zaśnięcia Matki Bożej w Żyrowiczach. 28 sierpnia tego samego roku metropolita Filaret wyświęcił mnicha Antoniego na hierodiakona i skierował go do służby w katedralnym soborze Świętego Ducha w Mińsku. 6 kwietnia 2010 ten sam hierarcha udzielił mu święceń kapłańskich, zaś w grudniu 2010 podniósł go do godności ihumena.
W 2011 hieromnich Antoni został opiekunem bractwa młodzieżowego działającego przy soborze Świętego Ducha oraz wykładowcą historii Kościoła w seminarium duchownym w Mińsku. Od października 2012 wykładał w nim również liturgikę. W 2012 otrzymał godność archimandryty. W tym samym roku ukończył podyplomowe studia na kierunku psychologia praktyczna.
W czerwcu 2014 został kanclerzem eparchii mińskiej, natomiast w październiku tego samego roku Święty Synod Rosyjskiego Kościoła Prawosławnego nominował go na pierwszego ordynariusza nowo utworzonej eparchii słuckiej. Jego chirotonia biskupia odbyła się 3 stycznia 2015 w soborze Zaśnięcia Matki Bożej na Kremlu moskiewskim, pod przewodnictwem patriarchy moskiewskiego i całej Rusi Cyryla.
W 2021 r. przeniesiony na katedrę grodzieńską i wołkowyską. 21 września tego samego roku podniesiony do godności arcybiskupa.